# Phleum pratense subsp. pratense
Phleum pratense subsp. pratense é uma subespécie de planta com flor pertencente à família Poaceae.

Os seus nomes comuns são rabo-de-gato ou timótio.

## Portugal
Trata-se de uma subespécie presente no território português, nomeadamente em Portugal Continental e no Arquipélago dos Açores.
Em termos de naturalidade é nativa de Portugal Continental e introduzida no Arquipélago dos Açores.

## Protecção
Não se encontra protegida por legislação portuguesa ou da Comunidade Europeia.